# Дамодарський вугільний басейн
Дамодарський вугільний басейн – головний вугільний басейн Індії. Розташований в долині р. Дамодар (штати Західна Бенгалія, Біхар). 

## Історія
Поклади вугілля виявлені в 1774 р, розробляються з 1830 р.

## Характеристика
Пл. бл. 4500 км². Запаси до глибини 600 м 54 млрд т, з них 5,3 млрд т коксівного вугілля. 40 пластів середньою потужністю 3,6 м (максимальна 37 м). Головні родовища: Ранігандж, Джхарія, Рамгарх, Бокаро, Півн. і Півд. Каранпура.  Басейн структурно пов'язаний з великою ґрабеноподібною западиною широтного простягання. Осадова товща потужністю до 1800 м гондванської доби (карбон-тріас). Залягання порід пологе, місцями вздовж скидів і дайок досягає 35-40о. Пром. вугленосність пов'язана з пермськими відкладами. Зольність вугілля переважно 15-26% (але є сорти зольністю 25-35% і 36-50%), вихід летких речовин 14-29%, теплота  згоряння  27 -33 МДж/кг. Збагачуваність вугілля важка.

## Технологія розробки
Басейн розробляється шахтами і кар’єрами. Глибина розробки 100…400 м; 400 шахт; 30 розрізів; станція по газифікації вугілля.  На шахтах поширена камерно-стовпова система розробки, сер. коеф. вилучення вугілля – до 60%.